# Tenoration

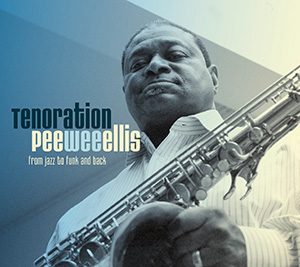
Tenoration CD-Cover

Tenoration ist ein Jazz- und Funk-Album von Pee Wee Ellis, das im Jahr 2010 aufgenommen und 2011 veröffentlicht wurde.

## Hintergrund
Obwohl Pee Wee Ellis zu den Urvätern der Funk-Musik zählt, war seine erste Liebe der Jazz. Pee Wee Ellis: „Ich begann als Musiker in der James Brown Band, um es mir leisten zu können Jazz zu spielen.“ Die CD Tenoration ist ein Abbild seiner musikalischen Karriere, die ihn vom Jazz zum Funk und schließlich wieder zurück zum Jazz brachte.
Für die Aufnahme der beiden CDs engagierte er, bis auf den Schlagzeuger Guido May, zwei unterschiedliche Rhythm Sections. Auf der CD 1 sind schwerpunktmäßig Funk-Kompositionen, auf der CD 2 Jazz-Kompositionen zu hören.

## Rezeption
„From Jazz to Funk and Back“ (so der Untertitel) führt Pee Wee Ellis die Hörer der Doppel-CD Tenoration. Das könnte kaum jemand besser tun als der 70-jährige Tenorsaxofonist: Die Funk-Kompetenz erwarb sich Ellis als Solist und musikalischer Direktor bei James Brown. Und wie toll er Jazzstandards interpretieren kann, zeigt er auf der neuen Platte beim Titel „You've Changed“.

## Titelliste
CD1
1. Slanky P (Pee Wee „Alfred“ Ellis / Jim Payne) – 7:15
2. Gittin’ a little hipper (James Brown / Pee Wee „Alfred“ Ellis / Bud Hobgood) – 3:01
3. Bon Bonn (Pee Wee „Alfred“ Ellis) – 7:00
4. Sticks (Cannonball Adderley) – 10:42
5. Zig Zag (Pee Wee „Alfred“ Ellis / Paul Rusky / Jim Schneider) – 7:01
6. At Last (Mack Gordon / Harry Warren) – 6:04

CD2
1. You’ve Changed (Bill Carey / Carl Fischer) – 4:30
2. Sticks (Cannonball Adderley) – 4:11
3. Parlayin’ (Pee Wee „Alfred“ Ellis) – 4:30
4. Sonnymoon for Two (Sonny Rollins) – 8:37
5. Now Go On (Pee Wee „Alfred“ Ellis) – 6:01
6. Freedom Jazz Dance (Eddie Harris) – 4:47